# توتن بافی
توتَن نام نوعی قایق محلی است که با بافتن نی و الیاف و ساقهٔ آن در روستاها و مناطق حاشیه تالاب هامون بویژه اطراف کوه خواجه و منطقه تخت عدالت در سیستان مورد استفاده صیادان و روستاییان قرار می‌گیرد.

## تاریخچه
توتن قایقی با قدمت صدها ساله از صنایع دستی سیستان زمانی به وفور بر روی بستر دریاچه هامون به چشم می‌خورد اما امروز چشم انتظار حیات دوباره آن است تا باز به آغوش آب بازگردد.در زمان پرآبی هامون، صیادان منطقه و همچنین کسانی که قصد عبور از عرض دریاچه هامون را داشتند از توتن که از توتک برای تولید آن استفاده می‌شد بهره‌برداری می‌کردند.

## ساخت قایق
تولید توتن با سختی‌ها و مشقت‌های فراوان همراه بود اما تولید آن برای بومیان محلی با توجه به اینکه مواد اولیه تولید آن از دریاچه تأمین می‌شد بدون هرگونه هزینه ای انجام می‌گرفت.
هرساله نیز با آمدن آب از سرریز سدهای افغانستان به مدت چندماه بعضی نقاط تالاب دارای آب بوده و توتن سواری به تفریحی برای مردم مبدل می‌شود. توتن از نی‌های روییده در نیزارهای حاشیه دریاچه هامون ساخته می‌شودتوتن یک نوع گیاهی خودرو هست که از اول فروردین می‌روید به نام توتَک تا آخر تیر قابل برداشت است و آن توتک را بریده و تا سه یا چهار روز می‌گذارند تا خوب خشک شود و بعد از خشک شدن کمی آب روی آن می‌پاشند تا نم دار شود بعد تعداد دو بلیمه که توتن را به هم وصل می‌کند درست می‌کنند و بعد سر و ته توتن را مشخص می‌کنند و آخر سر هم دو عدد کنار توتن (چنگک) نامیده می‌شود درست می‌کنند و بعد توتن آماده می‌شود. با خشک شدن دریاچه هامون توتک هارا از مازندران تهیه می‌شود.

## کاربرد
تا چند سال پیش که تالاب بین‌المللی هامون آب داشت و صید و صیادی، دامداری و شکار از رونق خاصی برخوردار بود توتن نقش وسیله حمل و نقل مردم در این دریاچه آب شیرین و تختک‌های (شبه جزیره) داخل آن را ایفا می‌کرد بطوریکه دامداران و صیادان بدون این وسیله امکان انتقال علوفه، جابجایی دام، فعالیت صیادی و شکار را نداشتند.
امروزه همچنان توتن به شکل محدود در رودخانه هیرمند و بخشهای بسیار کوچکی از دریاچه هامون مورد استفاده قرار می‌گیرد و رقابت توتن سواری بین صیادان منطقه سیستان در مناسبت‌های مختلف برگزار می‌شود. امروزه هنرمندان صنایع دستی سیستان نمونه‌های این قایق‌ها را در ابعاد کوچک برای تزیین منازل می‌سازند و به این هنر توتن بافی می‌گویند.

## توتن سواری
توتن سواری از جمله بازی‌ها و ورزش‌های بومی و محلی پرطرفدار سیستان به‌شمار می‌رود که از گذشته‌های دور تاکنون در بین صیادان و ماهی گیران منطقه سیستان به ویژه در زمان پرآبی هامون رواج داشته است. تا چند سال پیش که تالاب بین‌المللی هامون آب داشت و صید و صیادی، دامداری و شکار از رونق خاصی برخوردار بود توتن نقش وسیله حمل و نقل مردم در این دریاچه آب شیرین و تختک‌های (شبه جزیره) داخل آن را ایفا می‌کرد به طوریکه دامداران و صیادان بدون این وسیله امکان انتقال علوفه، جابجایی دام، فعالیت صیادی و شکار را نداشتند. امروزه همچنان توتن به شکل محدود در رودخانه هیرمند و بخشهای بسیار کوچکی از دریاچه هامون مورد استفاده قرار می‌گیرد و رقابت توتن سواری بین صیادان منطقه سیستان در مناسبت‌های مختلف برگزار می‌شود. توتن سوار با پاروی بلندی که در گویش محلی به آن ˈپچو ˈ می‌گویند و از چوب بلندی تشکیل شده، وسیله خود را به حرکت درمی‌آورد. توتن سوار در طول مسیر با زدن چوب به کف رودخانه یا دریاچه به حرکت خود ادامه می‌دهد و همین مسئله موجب افزایش قدرت بدنی و استقامت وی می‌شود و معمولاً توتن سواران یا ˈپچوداران ˈ که دائماً به این شغل یا ورزش و بازی مشغولند از عضلاتی قوی وبدنی سالم و با نشاط برخوردار هستند.